# شو غانغ
شو غانغ (بالصينية: 徐刚) (و. 1984  م) هو راكب دراجة هوائية صيني، ولد في شانغهاي.

## سباقات أو مراحل فاز بها
| التاريخ        | السباق                       | المركز                  |
| -------------- | ---------------------------- | ----------------------- |
| 21 ديسمبر 2008 | Tour of South China Sea 2008 | الفائز في التصنيف العام |

## روابط خارجية
- شو غانغ على موقع الاتحاد الدولي للدراجات (الإنجليزية)
- شو غانغ على موقع أرشيف الدراجات (الإنجليزية)
- شو غانغ على موقع إحصائيات الدراجات الإحترافية (الإنجليزية)
- شو غانغ على موقع نسبة الدراجات (الإنجليزية)
- شو غانغ على موقع CycleBase (الإنجليزية)
- شو غانغ على موقع اللجنة الأولمبية الصينية (الإنجليزية)